# Agrotis forasmicans
Agrotis forasmicans är en fjärilsart som beskrevs av Köhler 1945. Agrotis forasmicans ingår i släktet Agrotis och familjen nattflyn. Inga underarter finns listade i Catalogue of Life.